# James Watkins
Pour le réalisateur, voir James Watkins (réalisateur).
Pour les articles homonymes, voir Watkins.
James David Watkins, né le 7 mars 1927 à Alhambra (Californie) et mort le 26 juillet 2012 à Alexandria (Virginie), est un homme politique américain. Membre du Parti républicain, il est chef des opérations navales entre 1982 et 1986 sous l'administration du président Ronald Reagan puis secrétaire à l'Énergie entre 1989 et 1993 dans l'administration de George H. W. Bush.